# Космос-453
Космос-453 је један од преко 2400 совјетских вјештачких сателита лансираних у оквиру програма Космос.
Космос-453 је лансиран са космодрома Плесецк, СССР, 19. октобра 1971. Ракета-носач Р-12 Двина (8К63, НАТО ознака SS-4 Sandal) са додатим степеном је поставила сателит у орбиту око планете Земље. Маса сателита при лансирању је износила 325 килограма. Космос-453 је био сателит намијењен за војно и научно истраживање.